# Batorówka (rejon grodzieński)
Batorówka (biał. Батароўка) – wieś na Białorusi, położona w obwodzie grodzieńskim w rejonie grodzieńskim w sielsowiecie Wiercieliszki.
W latach 1921–1939 Batorówka należała do gminy Wiercieliszki w ówczesnym województwie białostockim.